# Нове Шишкино
Нове Ши́шкино (рос. Новое Шишкино) — присілок у складі Туринського міського округу Свердловської області.
Населення — 184 особи (2010, 199 у 2002).
Національний склад населення станом на 2002 рік: росіяни — 99 %.